# 布雷特·哈特

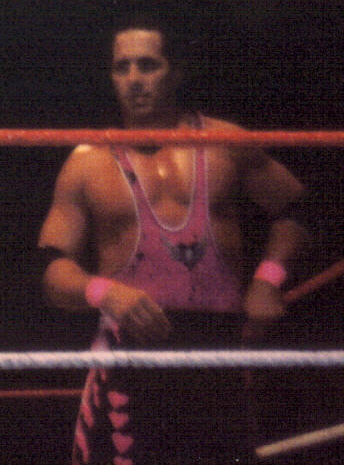
布雷特·哈特

布雷特·哈特（英語：Bret Hart，1957年7月2日—），是世界摔角娛樂（WWE）旗下退休職業摔角選手。
在布雷特·哈特的摔角事業中，哈特已成為世界摔角娛樂名人堂入選者（2006年）且達成了世界摔角娛樂三冠王成就，也曾擔任WWE Raw總經理。哈特曾是五次WWE冠軍、兩次WWE洲際冠軍、一次WWE美國冠軍、兩次世界雙打冠軍（與吉姆·奈哈德）、兩次擂台之王冠軍（1991年、1993年）及一次皇家大戰冠軍（1994年）。